# Prostitution i Algeriet
Prostitution är olagligt i Algeriet.  
Historiskt var prostitution starkt associerad med slaveri i Algeriet. Islamisk lag förbjöd prostitution, men lagen tillät män att utnyttja sina slavinnor sexuellt i enlighet med principen om konkubiner inom islam. Prostitution praktiserades genom att en hallick sålde sin slavinna på basaren (slavmarknaden) till en manlig kund, som därefter lämnade tillbaka henne. Tillbakalämnandet skedde officiellt på grund av missnöje, sedan han hade haft samlag med henne; detta var en form av prostitution som var laglig och accepterad.
Under den osmanska kolonialtiden förekom en klass av fria prostituerade (ofta före detta slavinnor). Dessa betjänade de janitsjarer som sänts till Algeriet för att upprätthålla den osmanska överhögheten, och med tiden sålde sig dessa kvinnor även till andra kunder. Ansökningar för ett möte med en prostituerad sändes till en ämbetsman, mezouar, som utfärdade tillstånd för mötet och beskattade tjänsten.
Under den franska kolonialtiden (1830–1962) infördes samma system av reglementerad prostitution som redan förekom i Frankrike. Det inkluderade licensierade bordeller och registrerade prostituerade, vilka underkastades regelbundna medicinska undersökningar. Prostitution förblev lagligt efter landets självständighet 1962 men förbjöds 1982. 
Algeriet är en destination för illegal människohandel för sexuella ändamål.